# Lady Macbeth (film)
Lady Macbeth è un film drammatico del 2016 diretto da William Oldroyd.
La pellicola è liberamente tratta dal racconto Lady Macbeth del Distretto di Mcensk dello scrittore russo Nikolaj Leskov e, sebbene omonima, non ha nulla a che fare con il celeberrimo Macbeth di William Shakespeare.
Il film, nel cui cast recitano Florence Pugh, Cosmo Jarvis, Paul Hilton, Naomi Ackie e Christopher Fairbank, è stato presentato in anteprima mondiale al Toronto International Film Festival il 10 settembre 2016 e in anteprima italiana nel concorso principale del 34° Torino Film Festival (dove ha vinto il "Premio Scuola Holden" alla migliore sceneggiatura).

## Trama
Nel 1865 la giovane Catherine sposa il rampollo di una ricca famiglia, Alexander Lester, e va a vivere con lui nella sua magione nelle campagne inglesi, dove abita anche il padre di lui, Boris. Il loro è un matrimonio d'interesse, e la ragazza si trova ben presto a dover fare i conti con le rigide imposizioni cui è sottoposta una donna del suo rango; il suocero la rimprovera inoltre di non assolvere ai suoi doveri coniugali, mentre in realtà è Alexander a mostrare nei suoi confronti scarso interesse, limitandosi a masturbarsi guardandola nuda piuttosto che giacere con lei. Alla ragazza è richiesto di non lasciare mai la casa, dove deve vivere in pressoché totale reclusione.
Un giorno Boris e Alexander partono e lasciano Catherine sola nella dimora con la sua cameriera Anna; la ragazza ritrova la sua libertà, ritrovandosi in grado di allontanarsi di casa a suo piacimento e potendo riposare quando vuole lei. Un giorno scopre Anna nella stalla della magione, dove gli stallieri l'hanno denudata e appesa al soffitto per divertimento. Catherine viene immediatamente attratta da uno dei braccianti, il giovane Sebastian, con il quale inizia ad avere incontri clandestini. Anna, probabilmente per gelosia, informa della questione il prete locale, che dopo aver invano ammonito Catherine si rivolge direttamente a Boris. Il suocero torna a casa, richiama nuovamente Catherine ai suoi doveri e picchia Sebastian, per poi farlo rinchiudere in isolamento.
Catherine reagisce servendo al suocero dei funghi velenosi per cena, e questi muore mentre lei chiacchiera amabilmente con Anna, ignorando le richieste d'aiuto provenienti dalla stanza attigua. La domestica, in seguito a questo, perde l'uso della parola: gli altri inservienti pensano sia dovuto al senso di colpa per aver raccolto i funghi velenosi poi dati in pasto al padrone, mentre in realtà il suo mutismo viene dallo shock per aver assistito alla sua morte senza poter muovere un dito a causa della crudeltà di Catherine. Da quel momento Anna inizierà a nutrire terrore nei confronti della sua padrona.
Alexander non fa ritorno a casa per il funerale del padre, verso il quale sembra provare un profondo rancore. Dopo che Boris viene frettolosamente seppellito, Catherine continua a frequentare Sebastian in maniera sempre più libera e disinibita, e i due arrivano a giurarsi amore eterno e reciproco. Una notte, mentre i due dormono insieme nel talamo nuziale, Alexander ritorna improvvisamente, costringendo Sebastian a una precipitosa fuga. Il marito le rivela di essere a conoscenza delle sue tresche, e la minaccia di allontanare il suo amante e di chiuderla in casa; per tutta risposta la donna lo oltraggia richiamando a letto Sebastian e iniziando un rapporto sessuale di fronte al marito. La reazione di Alexander causa una rissa in seguito alla quale Catherine lo uccide. I due amanti seppelliscono nel bosco il cadavere e uccidono anche il cavallo del marito, in modo che l'uomo risulti disperso.
Inizialmente Sebastian è sconvolto da quanto accaduto, ma ben presto si ricrede poiché adesso la loro relazione può essere più facile: l'uomo arriva a vestirsi con gli abiti di Alexander e a essere servito quale padrone di casa. Un giorno però una signora si presenta a casa Lester recando con sé il suo nipotino Teddy, i documenti del quale lo indicano come figlio legittimo di Alexander e della figlia della donna, morta tempo prima: poiché l'uomo prima di scomparire lo aveva regolarmente riconosciuto, i due si trasferiscono a casa di Catherine. A causa di queste scomode presenze, Sebastian deve allontanarsi nuovamente, proprio quando Catherine scopre di essere incinta di suo figlio. Lo stalliere inizia a nutrire risentimento verso di lei, mentre la donna stringe una tiepida amicizia con Teddy, che invece mostra di volerle molto bene.
Catherine tenta di confessare a Sebastian la sua gravidanza, ma l'uomo la respinge e le rinfaccia di essersi affezionata troppo a Teddy; il bambino, in seguito a una litigata con Catherine, scappa di casa ed è proprio Sebastian a trovarlo sul ciglio di una cascata, semiassiderato. L'uomo vince l'istinto di ucciderlo e lo riporta a casa perché venga curato, ma la nonna del bambino lo caccia via senza nemmeno ringraziarlo. Sebastian decide dunque di andarsene, ma Catherine lo convince a restare promettendogli di sapere come restare insieme per sempre: la donna allontana con una scusa la nonna di Teddy e soffoca il bambino con un cuscino, mentre Sebastian lo tiene fermo.
Di fronte ai dubbi del medico, Catherine nega di aver ucciso Teddy e non ritiene possibile che qualcuno abbia ucciso il bambino mentre lei dormiva. Sebastian, ormai devastato dai sensi di colpa, confessa non solo quel delitto, ma accusa Catherine degli altri due, adducendo come movente la loro passione e la capacità di lei di manipolarlo. Catherine, capendo di aver perso il suo amore, si avvale del proprio rango e scarica le accuse su lui e Anna. La polizia crede a questa versione, anche perché Anna con il suo mutismo sembra confessare i delitti. Anna e Sebastian vengono portati via, e successivamente anche il resto della servitù, ormai consapevole della realtà dei fatti, abbandonerà la casa. Catherine rimane dunque completamente sola in attesa del suo bambino.

## Produzione

### Cast
Già nel settembre del 2015 dal regista William Oldroyd e la sceneggiatrice Alice Birch sono stati scelti per entrare a far parte del cast del film gli attori tutti britannici: Florence Pugh, come la protagonista Catherine, Cosmo Jarvis, nei panni dell'amante Sebastian, Christopher Fairbank, nelle vesti del suocero Boris, Naomi Ackie, nel ruolo della domestica Anna, e Paul Hilton, il marito Alexander.  con William Oldroyd alla regia da una sceneggiatura di Alice Birch.

### Riprese
Le riprese del film, iniziate il 14 settembre 2015 e concluse il 17 ottobre dello stesso anno, hanno visto come location principali le zone rurali della contea di Northumberland e Durham.

## Distribuzione
Il film è uscito nelle sale cinematografiche inglesi il 28 aprile 2017 distribuito da Distribution Altitude Film, mentre in Italia il 17 giugno dello stesso anno.

## Accoglienza

### Incassi
Il film, incassando oltre 1 milione di sterline nel Regno Unito ed altri 4 milioni nel resto del mondo, ha guadagnato uno scarso totale complessivo di 5,4 milioni di dollari in tutto il mondo, a fronte di un budget di 650mila.

### Critica
L'aspetto più apprezzato del film, povero al botteghino ma molto ben accolto dalla critica, è stata l'interpretazione della protagonista Florence Pugh.
Sul sito web Rotten Tomatoes il film riceve l'88% delle recensioni professionali positive, con un voto medio di 8/10, basato su 198 recensioni; il consenso critico del sito ha elogiato soprattutto la performance "centrale" di Florence Pugh.
Su Metacritic il film ottiene un punteggio medio di 76 su 100, basato su 37 critiche, indicando "recensioni generalmente favorevoli".
Per The Guardian, Peter Bradshaw ha dato al film un eccezionale voto pieno di 5 stelle su 5, così come Variety ha sottolineato "il grande talento di Florence Pugh in una tragedia vittoriana straordinariamente raccontata da William Oldroyd", e The San Francisco Call ha scritto della capacità che ha il film "di non annoiare, ma saper mantenere un solido interesse per tutto il tempo".

## Riconoscimenti
- 2018 - BAFTA Awards
  - Candidatura per il miglior film a William Oldroyd, Alice Birch e Fodhla Cronin O'Reilly
  - Candidatura per miglior esordio britannico da regista, sceneggiatore o produttore a William Oldroyd, Alice Birch e Fodhla Cronin O'Reilly
- 2016 - Festival internazionale del cinema di San Sebastián
  - Premio FIPRESCI a William Oldroyd
  - Candidatura per la Conchiglia d'oro al miglior film
- 2016 - Torino Film Festival
  - Premio Scuola Holden (alla miglior sceneggiatura del concorso principale)
- 2017 - Palm Springs International Film Festival
  - Directors to Watch a William Oldroyd
- 2017 - National Board of Review Awards[13]
  - Migliori dieci film indipendenti
- 2017 - British Independent Film Awards
  - Migliore attrice a Florence Pugh
  - Miglior esordiente a Naomi Ackie
  - Miglior sceneggiatura ad Alice Birch
  - Miglior fotografia a Ari Wegner
  - Migliori costumi a Holly Waddington
  - Candidatura al miglior film indipendente britannico
  - Candidatura al miglior regista a William Oldroyd
  - Candidatura per la migliore attrice non protagonista a Naomi Ackie
  - Candidatura per il miglior esordiente a Cosmo Jarvis
  - Candidatura per il Premio Douglas Hickox (miglior regista esordiente) a William Oldroyd
  - Candidatura per la miglior sceneggiatura di debutto ad Alice Birch
  - Candidatura per il miglior produttore esordiente a Fodhla Cronin O'Reilly
  - Candidatura per il miglior casting a Shaheen Baig
  - Candidatura per il miglior trucco e acconciature a Sian Wilson
  - Candidatura per la miglior scenografia a Jacqueline Abrahams
- 2017 - European Film Awards[14]
  - Miglior rivelazione - Prix Fassbinder
  - Candidatura per la miglior attrice a Florence Pugh
- 2018 - Independent Spirit Awards'[15]'
  - Candidatura per il miglior film straniero
- 2018 - Premio Goya
  - Candidatura per il miglior film europeo[16]